# Daybreak (filme de 1993)
Daybreak (bra: Amanhecer sem Futuro) é um filme para a televisão de 1993 da HBO, produção baseada na peça Beirut de Alan Bowne.

## Sinopse
Visão de ficção distópica da cidade de Nova York. Visão alegórica de infecção por AIDS.

## Elenco
- Cuba Gooding Jr como Torch
- Moira Kelly como Blue
- Omar Epps como Hunter
- Martha Plimpton como Laurie
- Alan Bowne como escritor para Beirut
- Stephen Tolkin como escritor de Roteiro
- Amir Williams como Willie
- David Eigenberg como Bucky
- John Cameron Mitchell como Lennie
- Willie Garson como Simon
- Mark Boone Jr. como Guarda Quarentena
- Deirdre OConnell como mãe
- Jon Seda como Payne
- Phil Parolisi como Russell
- Paul Butler como Truck Driver
- Alix Koromzay como mulher em quarentena